# 1330 Spiridonia
1330 Spiridonia este un asteroid din centura principală, descoperit pe 17 februarie 1925, de Vladimir Albițki.